# Galactia lindenii
Galactia lindenii es una especie planta con flor (Angiospermae) de la familia Fabaceae. Es endémica de Colombia.

## Descripción
Galactia lindenii es una hierba trepadora que alcanza hasta los 2 m de altura. Tiene tallos cilíndricos pubescentes. Hojas pinnado-trifolioladas; foliolos ovado-elípticos, ápice obtuso o emarginado, base redondeada, haz glabro, envés grisáceo-tomentoso. Inflorescencias en racimos axilares solitarios, pubescentes. Brácteas y bracteolas lanceoladas, pubescente-villosas. Cáliz pubescente o tomentoso con dientes lanceolados. Corola roja, pétalos glabros; estandarte oblongo-oval con breve uña; alas angostamente oblongas, obtusas; quilla de pétalos similares. Ovario lineal, seríceo.

## Taxonomía
Galactia lindenii fue descrita por Arturo Eduardo Burkart en 1971 y publicada en Darwiniana 16(3–4): 673. Aunque originalmente el nombre aparece como dado por George Bentham en una nota de herbario de 1968, este nombre nunca fue publicado apropiadamente.
Etimología
lindenii: epíteto otorgado en honor al botánico Jean Jules Linden.